# 1900年夏季奧林匹克運動會田徑男子200米比賽
在1900年夏季奧林匹克運動會田徑比賽中，男子200米比賽於1900年7月22日举行，比赛在一条周长为500米的跑道上进行。来自七个国家的八名运动员参加比赛。美国的沃尔特·图克斯伯里获得了该项目的冠军，印度的諾曼·普理查德获得银牌，澳大利亚的斯坦·罗利获得铜牌。

## 背景
這是該項目在夏季奧林匹克運動會首次亮相，該項目在1896年的首屆奧運會上並未舉辦，但此後一直成為奧運會的項目之一。美國選手沃尔特·图克斯伯里在短跑項目中獲得銀牌（60米和100米），但這些項目的冠軍並未參加200米比賽；他還贏得400米跨欄比賽。澳大利亞的斯坦·罗利在60米和100米中均獲得第三名。印度的諾曼·普理查德在200米跨欄比賽中超越图克斯伯里獲得第二名。
參加首屆200公尺比賽的七個國家分別是澳洲、法國、德國、匈牙利、印度、挪威和美國。

## 比賽形式
比賽分為兩個回合：準決賽和決賽。每個準決賽中的前兩名選手進入決賽。"賽道"是一片草地，全長500米，蜿蜒穿過樹木。

## 紀錄
以下是1900年夏季奧運會前的世界紀錄和奧運會紀錄（以秒為單位）。
| 世界紀錄   | Jim Maybury（美国）* | 21.4 | 美國芝加哥 | 1897年6月5日 |
| 奧運會紀錄 |                      | —    |            |              |

*非官方
比尔·霍兰在第一輪的第一場比賽中以24.0秒的成績創下了第一個奧運會紀錄。在決賽中，沃尔特·图克斯伯里以22.2秒的成績打破了這個奧運會紀錄。

## 比賽結果

### 準決賽
在準決賽中，共有兩組比賽。每組的前兩名選手進入決賽。

#### 第一組準決賽
第一組的比賽中，荷蘭輕鬆取得勝利。
| 排名 | 選手              | 國家   | 時間 | 備註  |
| ---- | ----------------- | ------ | ---- | ----- |
| 1    | 比尔·霍兰         | 美国   | 24.0 | Q, OR |
| 2    | 諾曼·普理查德     | 印度   | 未知 | Q     |
| 3    | 阿道夫·克林格霍弗 | 法国   | 未知 |       |
| 4    | 埃爾諾·舒伯特     | 匈牙利 | 未知 |       |

#### 第二組準決賽
羅利以大約一英尺的優勢擊敗图克斯伯里，其他兩名選手則遠遠落後。
| 排名 | 選手                | 國家 | 時間 | 備註 |
| ---- | ------------------- | ---- | ---- | ---- |
| 1    | 斯坦·羅利           |      | 25.0 | Q    |
| 2    | 沃尔特·图克斯伯里   | 美国 | 25.1 | Q    |
| 3    | 英瓦爾·布林         | 挪威 | 未知 |      |
| 4    | 阿爾伯特·韋爾克米勒 | 德国 | 未知 |      |

### 決賽
特克斯伯里在比賽的下半場超越了普里查德，以2½碼的優勢穿過終點線，普里查德領先羅利半碼，而羅利則領先比爾·霍兰六英寸。儘管比賽成績提升了一秒多，但霍兰在決賽中名列最後。
| 排名 | 選手              | 國家 | 時間 | 備註 |
| ---- | ----------------- | ---- | ---- | ---- |
| 金牌 | 沃尔特·图克斯伯里 | 美国 | 22.2 | OR   |
| 銀牌 | 諾曼·普理查德     | 印度 | 22.8 |      |
| 銅牌 | 斯坦·羅利         |      | 22.9 |      |
| 4    | 比尔·霍兰         | 美国 | 22.9 |      |